# 布莱莱巴尔
布莱莱巴尔（法語：Boulay-les-Barres，法語發音：[bulɛ le baʁ]）是法国卢瓦雷省的一个市镇，位于该省西部，属于奥尔良区。

## 地理
布莱莱巴尔（47°58'49"N, 1°47'1"E）面积12.45 平方千米，位于法国中央-卢瓦尔河谷大区卢瓦雷省，该省份为法国中北部省份，北起埃松省，西北接厄尔-卢瓦省，西南接卢瓦-谢尔省，南至涅夫勒省和谢尔省，东临约讷省，东北接塞纳-马恩省。
与布莱莱巴尔接壤的市镇（或旧市镇、城区）包括：布里西、比西圣利法尔、热米尼、日迪、奥尔姆、圣佩拉维拉科隆布。

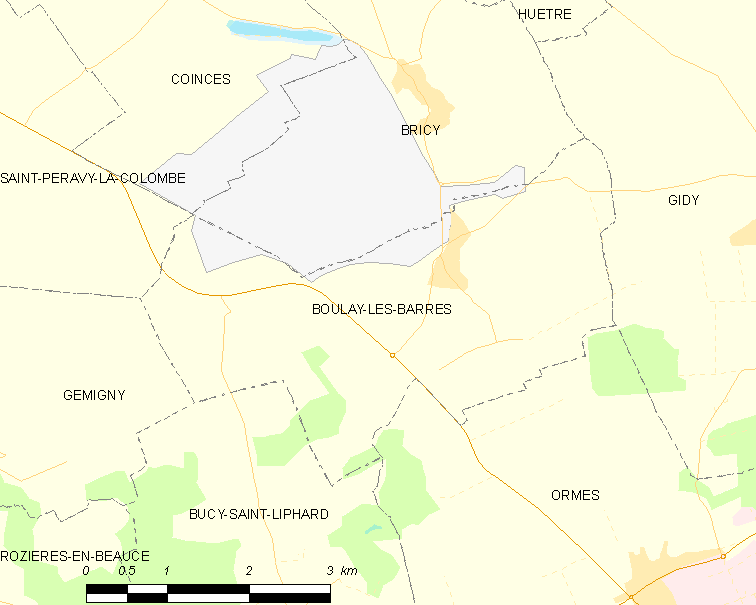
布莱莱巴尔的OSM定位图

布莱莱巴尔的时区为UTC+01:00、UTC+02:00（夏令时）。

## 行政
布莱莱巴尔的邮政编码为45140，INSEE市镇编码为45046。

## 政治
布莱莱巴尔所属的省级选区为卢瓦尔河畔默恩县。

## 人口

1962-2008年间布莱莱巴尔人口变化图示

布莱莱巴尔于2022年1月1日时的人口数量为1061人。